# Château de Genoels-Elderen
Le château de Genoels-Elderen, aussi appelé château d'Elderen, est un château de Belgique à Genoelselderen dans la région de Hesbaye près de Tongres. 

## Historique
Le premier château aurait été construit à la fin du XIIIe siècle par un certain sieur Godenoel, qui aurait donné son nom au préfixe du village d'Elderen. Dès sa construction jusqu'au début du XVIIIe siècle, le château a appartenu à la famille noble d'Elderen, dont le membre le plus célèbre est Jean-Louis d'Elderen, prince-évêque de Liège. Le château a été détruit pendant la révolution française. Le château actuel date de 1859. Il a été, entre autres, propriété de la famille Gilain, industriels tirlemontois, avant d'être vendu par son héritier le vicomte Terlinden.
Son propriétaire actuel y a créé un vignoble depuis 1990 qui produit des vins « Appellation Haspengouw Contrôlée ». Son vignoble est un des plus grands et des plus modernes de Belgique (15 ha) (voir l'article viticulture en Belgique). Le château est devenu un centre touristique régional important.

## Le vignoble

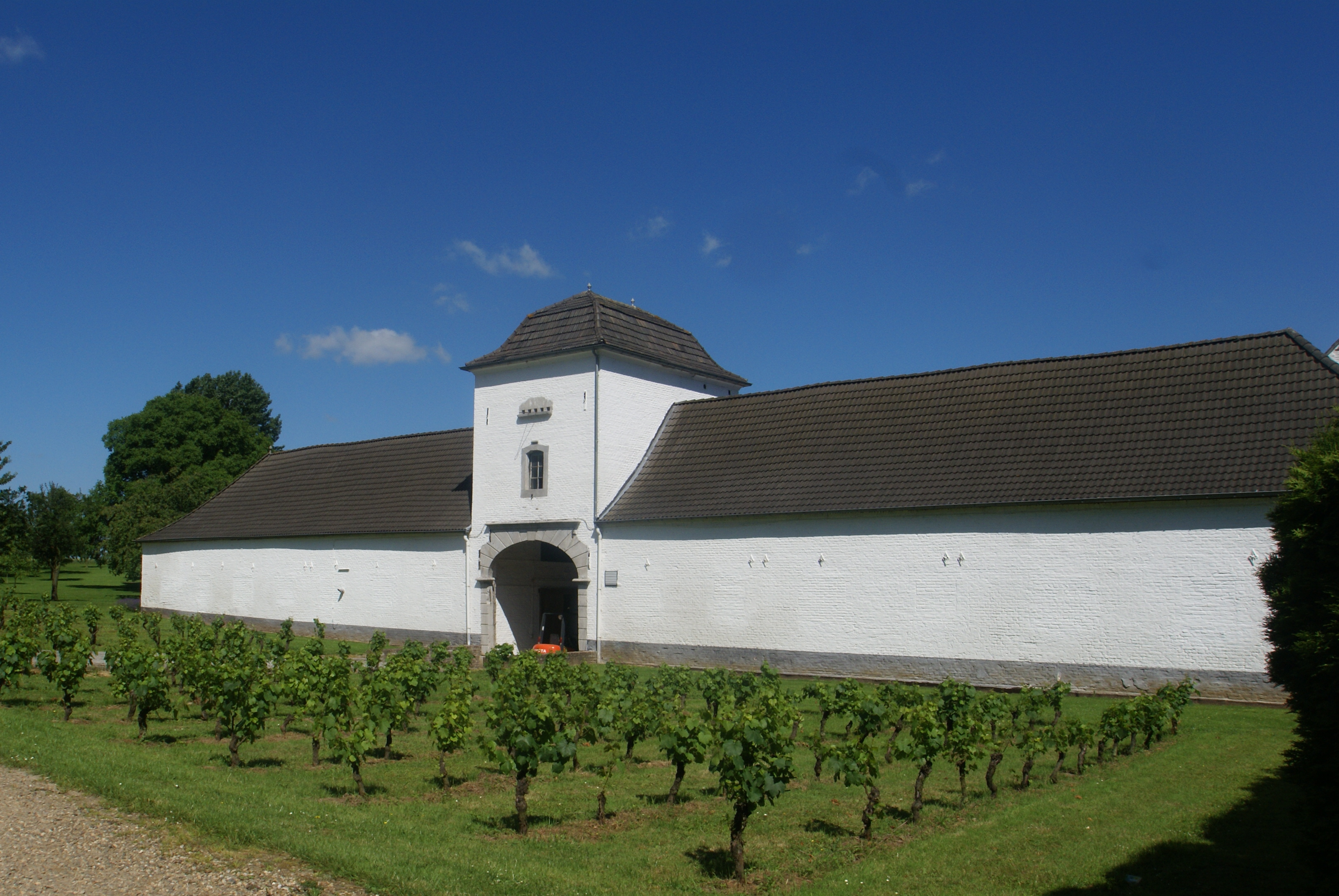
Le vignoble entre le château et la ferme castrale.

La première partie du vignoble a été plantée en février 1991 à l'intérieur des murs d’enceinte du château et les premiers vins ont été produits en l'an 2000. Cette partie constitue 1315 plants de Chardonnay ce qui représente 695 m2. La seconde partie, plantée de pinot noir, se situe sur 555 m2 à l'extérieur du mur d’enceinte et date d’avril 1991, sur une colline exposée au sud, idéale pour le pinot noir. La troisième partie, entre le château et la ferme castrale, créée en 1992 est plantée de pinot blanc, de pinot gris et d'auxerrois. Sur une quatrième partie, l'on fait des essais avec des variétés peu utilisées dans les vignobles nordiques. 
Le microclimat exceptionnel du cinquième vignoble de 2 hectares « de Vogelsanck » a été planté en 1993 (et agrandi en 1999) de chardonnay et de pinot noir. Un sixième vignoble de 4 hectares de chardonnay au « Kiezelingenbos » date de 1993. De 1997 à 1998, 5,7 hectares de chardonnay ont été plantés au lieu-dit le « Wijngaardveld ». Ce toponyme réfère à la tradition viticole de la région, perdue sous le régime napoléonien : Wijngaardveld, en néerlandais signifie vignoble. Un huitième vignoble de 1,7 ha de chardonnay, exposé au soleil, a été créé sur le « Hommelberg ». Enfin, en 2000, s'est ajouté le neuvième vignoble d'un demi-hectare de pinot gris donnant des vins blancs très parfumés.

## Les vins du château Genoels-Elderen
Le Château Genoels-Elderen produit actuellement 4 vins. Le Chardonnay Wit (blanc en français), le Chardonnay Blauw (bleu en français), le Chardonnay Goud (or en français) et le Pinot Noir Rood (rouge en français).

## Prix et médailles

### Chardonnay Wit
- 2001 : Médaille d'argent au Aspergewijn 2004

### Chardonnay Blauw
- :  pour le Chardonnay Blauw
- 1998 : Médaille de Bronze au Chardonnay du Monde 2001.
- 1999 : Médaille de Bronze au Chardonnay du Monde 2002.
- 2001 : Médaille d'or au Aspergewijn 2004

### Chardonnay Goud
- 1995 : Prix du meilleur vin belge du Public Megavino et Prix du meilleur vin belge par le jury professionnel de Megavino.
- 1996 : Médaille d'Or au Concours Mondial de Bruxelles 1999 et Médaille de Bronze au Chardonnay du Monde 1999.
- 1997 : Médaille de Bronze au Chardonnay du Monde 2000.
- 1998 : Médaille de Bronze au Chardonnay du Monde 2002.
- 1999 : Médaille de Bronze au Chardonnay du Monde 2003 et 2004. Classé dans le Tom Stevenson's "Top 100 most exciting wines of the world".

### Pinot Noir Rood
- 1995 : Meilleur vin belge par le jury professionnel de Megavino.